# Cerveja Busalla
A Cerveja Busalla foi uma fábrica de cerveja italiana em atividade do ano 1905 a 1929, sendo reaberta mais tarde no ano de 1999.

## Historia
Em 14 de Fevereiro de 1905 na cidade de Savignone três empreendedores: Giacomo Ricchini, Giovanni Bagnasco e o Prefeito de Busalla, Sisto Poggi deram vida à Sociedade Anónima Cerveja Busalla.
Em 1910 Sr. Poggi assume o controle da fábrica que começou a ser chamada «Fábrica de Cerveja Poggi & C.».
A produção aumentou ao ponto de produzir um quarto da produção de cerveja da Italia.
Durante a Primeira Guerra Mundial a produção de cerveja foi interrompida.
A Grande Guerra marcou o declínio da sua atividade, chegando ao total encerramento da fábrica em 1929
Em 1999, depois de 70 anos, o antigo edifício foi totalmente restruturado e com o acréscimo de maquinaria moderna, a Cervejaria Busalla retoma com a sua histórica produção de cerveja.